# Avenida da Azenha

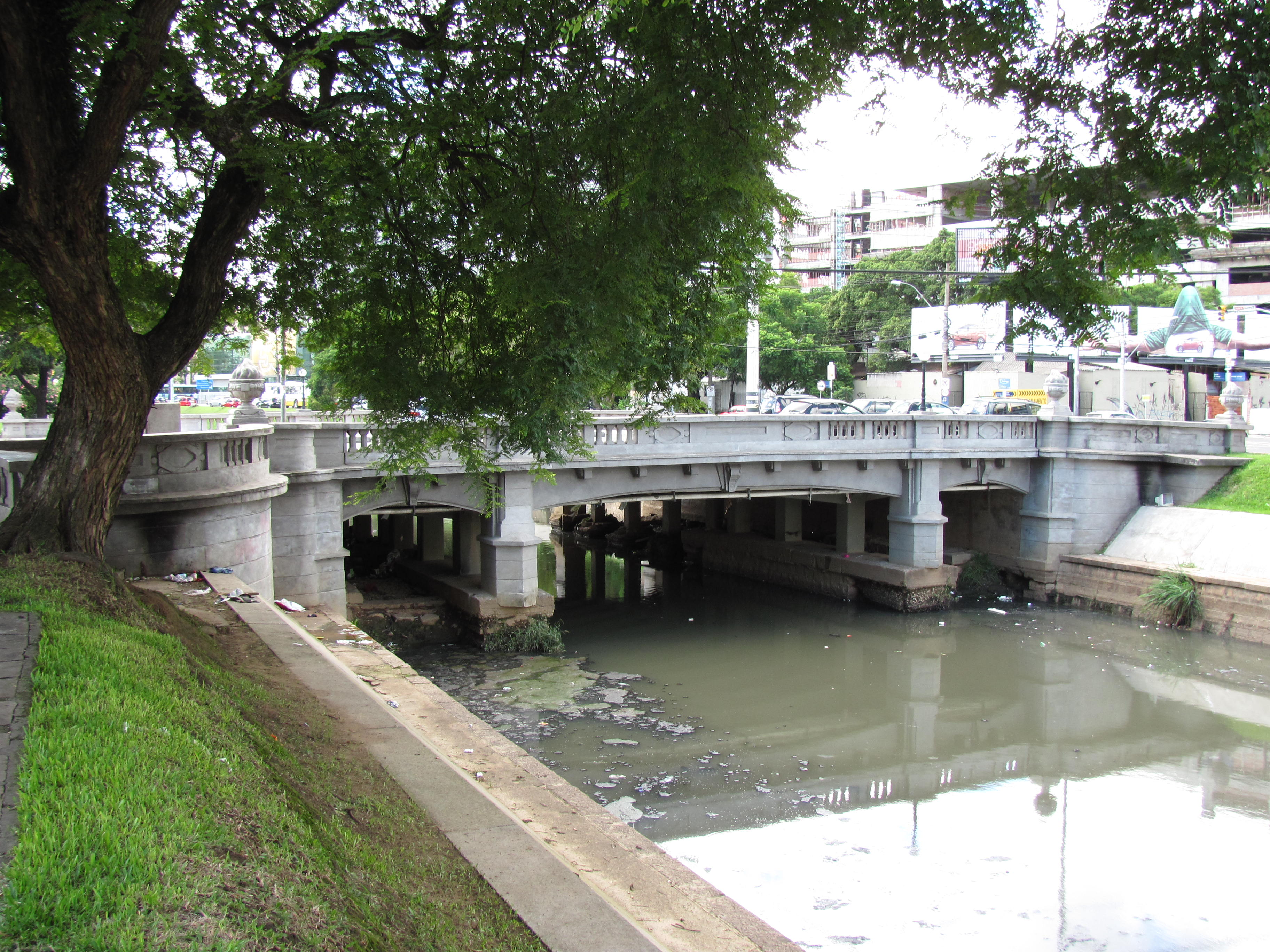
A Ponte da Azenha.

A Avenida da Azenha é uma via pública de Porto Alegre, no Brasil, iniciando na Avenida João Pessoa e terminando na Rua José de Alencar.
Uma das mais antigas vias da cidade, existia desde o século XVIII com o nome de Caminho da Azenha, assim conhecida por ser o caminho que saía do portão da vila e conduzia até a azenha (moinho movido a roda dágua) de Francisco Antônio da Silveira. Em 1777 a Câmara destinou verba para a construção de uma ponte sobre o Arroio Dilúvio, mas em 1802 uma ata da Câmara indica que já havia se arruinado, pois determinava a construção de outra às custas dos seus usuários. As frequentes enchentes do Arroio danificaram-na várias vezes, exigindo sucessivos reparos.
De uma casa junto à ponte pertencente a Laurentino Antônio da Silva partiram em 1835 os revolucionários farroupilhas para assediar a capital. Em 1844 os vereadores visitaram a região a fim de avaliar as condições das ruas e travessas que partiam do caminho e estabelecer sua retificação e traçado definitivo. Nesta época já se chamava Rua da Azenha e foi determinado que fosse alargada para cem palmos e que as invasões de sua área fossem corrigidas. Com a construção do Cemitério da Santa Casa em 1850, que aumentou o trânsito, foram feitas algumas melhorias.
Em 1864 recebeu uma linha de bondes puxados por burros e a partir de 1870 foram instalados lampiões de gás. Em 1897 a ponte foi destruída em uma enchente e substituída por outra mais sólida. Em 1905, quando já era intensamente transitada, iniciou seu calçamento. Em 1927 o trecho entre a Rua Professor Freitas e a Praça Princesa Isabel foi alargado para 30 metros, e em setembro de 1935 foi iniciada a construção da ponte definitiva, que ainda existe. Em 1944 foi determinado o alargamento dos trechos restantes para 30 metros. Atualmente é uma avenida movimentada com densa concentração de comércios.